# Kanton Arneburg

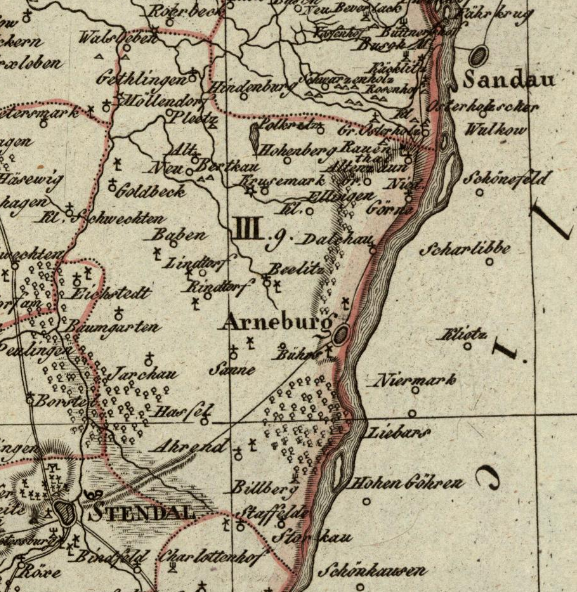
Kanton Arneburg (III.12) im Distrikt Stendal des Departement der Elbe

Der Kanton Arneburg (auch Canton Arneburg) war eine Verwaltungseinheit des Königreichs Westphalen. Er bestand von 1807 bis zur Auflösung des Königreichs Westphalen im Oktober des Jahres 1813 und gehörte nach der Verwaltungsgliederung des Königreichs zum Distrikt Stendal des Departement der Elbe. Kantonshauptort (chef-lieu) war Arneburg im Landkreis Stendal (Sachsen-Anhalt).

## Geschichte
Im Frieden von Tilsit musste Preußen 1807 unter anderen Gebieten auch den größten Teil der Altmark (das Gebiet westlich der Elbe) und die westlich der Elbe gelegenen Gebiete des Herzogtum Magdeburg an das in diesem Jahr neu gegründete Königreich Westphalen abtreten. Aus diesen Gebieten und kleineren, vom Königreich Sachsen abgetretenen Gebieten wurde das Departement der Elbe gebildet, das in vier Distrikte (Magdeburg, Neuhaldensleben, Stendal und Salzwedel) gegliedert war. Der Distrikt Stendal untergliederte sich weiter in 13 Kantone (cantons). Zum Kanton Arneburg gehörten 14 Gemeinden (von der heutigen Schreibweise abweichende Originalschreibweisen sind kursiv):
- Arneburg, Flecken Kantonshauptort (chef-lieu) mit dem Dorf Beelitz (Belitz) und der Meierei Bürs (Bührs)
- Walsleben, Dorf mit Gethlingen
- Plätz (Pleetz), Dorf, mit Bertkow (Altenbertkau)
- Polkritz, Dorf
- Altenzaun, Dorf mit Niedergörne
- Klein Ellingen, Dorf, mit Dalchau
- Groß Ellingen, Dorf mit Hohenberg
- Krusemark, Dorf
- Bertkow (Neu Bertkau), Dorf mit Goldbeck
- Baben, Dorf
- Lindtorf (Linddorf), Dorf mit Rindtorf (Rinddorf)
- Sanne, Dorf, mit Hassel
- Storkau, Dorf mit Ahrendt oder Arnim, Dorf und der Meierei Billberge (Billberg)
- Jarchau (Garchau), Dorf, mit Baumgarten

Die Orte gehörten vor/bis 1807 zum Arneburgischen  Kreis der Mark Brandenburg.
1808 hatte der Kanton Arneburg 4.750 Einwohner
1811 hatte der Kanton Arneburg eine Fläche von 3,38 Quadratmeilen und 4.493 Einwohner. Kantonmaire war ein Herr Fromme,
Mit dem Zerfall des Königreich Westphalen nach der Völkerschlacht bei Leipzig wurde die vorherige preußische Verwaltungsgliederung wieder hergestellt. In der Kreisreform von 1816 kam das Gebiet des Kantons Arneburg teils zum Kreis Osterburg und teils zum Kreis Stendal.